# Кувшинское
 Кувшинское  — село в Санчурском муниципальном округе Кировской области.

## География
Расположено на расстоянии примерно 9 км по прямой на северо-запад от райцентра поселка Санчурск.

## История
Дата основания – 1620 год. В 1784 году построена Знаменская теплая церковь. Архангельская каменная церковь построена в 1820 году. В 1873 году в селе (Кувшинское или Архангельское) было дворов 6 и жителей 19, в 1905 7 и 27, в 1926 14 и 61, в 1950 38 и 123, в 1989 216 жителей. С 2006 по 2019 год входила в состав Сметанинского сельского поселения.

## Население
Постоянное население составляло 203 человека (русские 84%) в 2002 году, 167 в 2010.